# Dorylus titan
Dorylus titan är en myrart som beskrevs av Santschi 1923. Dorylus titan ingår i släktet Dorylus och familjen myror.

## Underarter
Arten delas in i följande underarter:
- D. t. titan
- D. t. vinalli